# В'язкоеластичність
В'язкоеласти́чність — властивість матеріалів, що проявляють як в'язкісні, так і еластичні (пружні) характеристики під дією деформацій. 
В'язкі матеріали, такі як мед, можуть чинити опір деформаціям зсуву і видовженню лінійно з часом під дією напруження. Еластичні матеріали чинять опір миттєво під дією видовження, і так же швидко повертаються до свого стану спокою при усуненні видовження. В'язкоеластичні матеріали мають властивості обох типів матеріалів, тобто проявляють залежне від часу напруження під дією видовження, яке, проте, не є лінійним. Тоді як еластичність — зазвичай результат постійних зв'язків уздовж кристалографічних площин або між полімерними волокнами, в'язкоеластичність — результат дифузії атомів або інших частинок аморфного матеріалу.